# Karl von Perfall
Ne pas confondre Karl von Perfall (1851-1924), littérateur et critique d'art allemand.

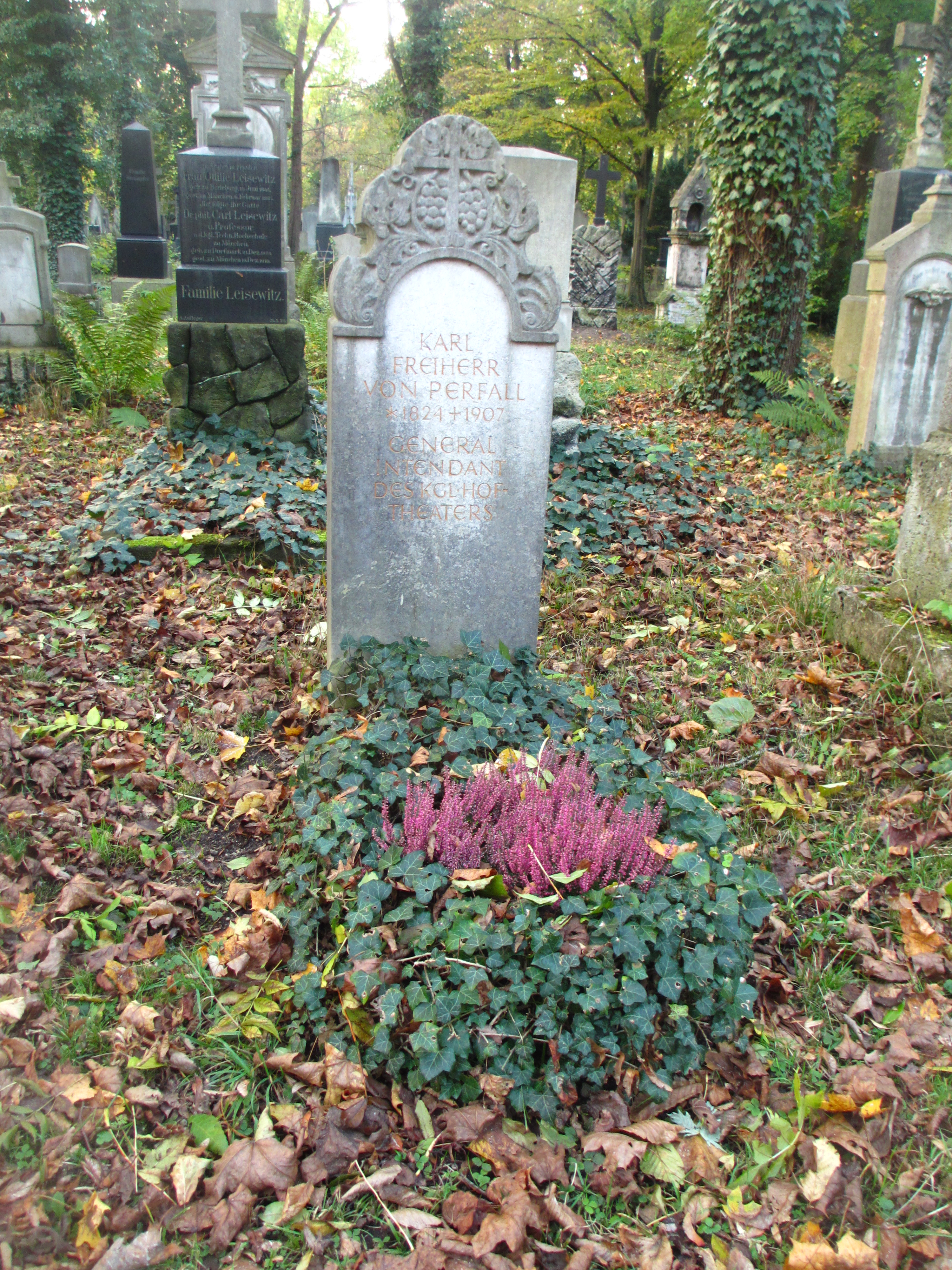
Tombe de Karl Perfall dans l'Ancien cimetière du Sud de Munich.

Le baron Karl August Franz Sales von Perfall, né le 29 janvier 1824 à Munich et décédé le 15 janvier 1907 à Munich, est un compositeur et directeur de théâtre bavarois.

## Biographie
Le père de Karl von Perfall, le chambellan royal Emanuel von Perfall auf Greifenberg, est issu de l'ancienne famille noble de Bavière, Perfall. Sa mère Franziska, née baronne von Rolshausen von Türnich, est originaire de Cologne. Karl von Perfall reçoit des leçons de musique dès l'enfance. Il entame des études de droit, mais après l'exécution réussie d'une de ses compositions au festival Mask de 1849 à l'Odéon de Munich, il décide de devenir musicien professionnel. Il est l'élève de Moritz Hauptmann, Thomaskantor à Leipzig.
En 1851, Karl von Perfall épouse Julie Reichert (1824-1874), fille du président du tribunal Ignaz Ritter von Reichert. Ils ont quatre enfants, dont : Ludwig, qui sera  général-major, Emanuel, futur maréchal de la cour et aide de camp du prince Léopold de Bavière et Julie, qui épousera le peintre Otto Hierl-Deronco.
De 1852 à 1866, Perfall est chef de chœur et compose des chansons, des œuvres chorales, des pièces de concert et de la musique de carnaval. En 1853, il écrit son premier opéra, Sakuntala, créé à Munich. En 1854, il fonde le cercle munichois d'oratorios. En 1855, il devient chambellan royal. De 1859 à sa mort, il est membre de la Zwanglose Gesellschaft München, un des plus anciens cercles masculins de Munich.
En 1864, il est nommé directeur de la musique à la cour de Bavière. En 1867, il est directeur du Théâtre royal de Bavière et en 1872 directeur général (jusqu'en 1892). Fidèle et loyal vis-à-vis du roi Louis II de Bavière, il produit 742 représentations des œuvres de Richard Wagner, ce qui contribue à la notoriété du compositeur. 
En 1870, Perfall achète le Théâtre sur la Gartnerplatz. Il y organise, en 1881, le premier Festival Wagner. On y crée Tristan und Isolde, Die Meistersinger von Nürnberg et l'Anneau du Nibelung.
En 1892, victime d'une cabale, il abandonne son poste de directeur au profit de Ernst von Possart.

## Œuvres principales

### Opéras
- 1853: Sakuntala
- 1863: Das Konterfei
- 1881: Raimondin
- 1886: Junker Heinz
- 1859: Das Märchen Undine
- Das Märchen Dornröschen

### Musique de scène
- Perikles
- Esther

### Écrit
- Karl von Perfall, Ein Beitrag zur Geschichte der königlichen Theater in München, Munich, 1894.